# Eupithecia subtiliata
Eupithecia subtiliata là một loài bướm đêm trong họ Geometridae.